# Amersfoortseweg
De Amersfoortseweg (de N237) is een weg in de Nederlandse provincie Utrecht. De Amersfoortseweg loopt vanaf de Utrechtseweg in De Bilt tot aan de Rademakersstraat in Soesterberg. Vanaf die straat gaat de weg over in de Amersfoortsestraat en deze gaat dan vervolgens weer over in de Utrechtseweg die tot aan Amersfoort loopt. Plaatsen aan de Amersfoortseweg zijn Huis ter Heide, Bosch en Duin en Zeist. De Amersfoortseweg is ca. 9,5 km lang. De Amersfoortseweg ligt in een bosachtige omgeving, zo liggen aan deze weg ook het Panbos en Tannenberg.

## Geschiedenis
De Amersfoortseweg is in het midden van de 17e eeuw aangelegd door architect Jacob van Campen. De 11 kilometer lange en 60 meter brede weg loopt kaarsrecht en staat bekend als Wegh der Weegen. Aan de Amersfoortseweg bevinden zich een aantal monumentale gebouwen. Dat is onder andere het Witte Kerkje, Zandbergen en het voormalige station Huis ter Heide, allen in Huis ter Heide. Ook de Vereniging Johannes-Stichting wat op een terrein van 18 ha zit in Huis ter Heide. Het terrein behoorde vroeger aan Sterrenberg. Op dit terrein bevindt zich ook een begraafplaats. Johannes Stichting is in 1973 gewijzigd in Sterrenberg en deze naam is in 1998 weer gewijzigd in Abrona. Ook landgoed Dijnselburg ligt aan de Amersfoortseweg 10 Huis ter Heide. En de eerste McDrive (1987) die Nederland kende is ook aan de Amersfoortseweg. Aan de Amersfoortseweg zijn moderne gebouwen terug te vinden. De weg heeft wat veranderingen meegemaakt in de loop van de jaren. Er bevindt zich ook een historische tuin- en parkaanleg met een ijskelder aan de Amersfoortseweg 18, dit is een rijksmonument.

## Fotogalerij

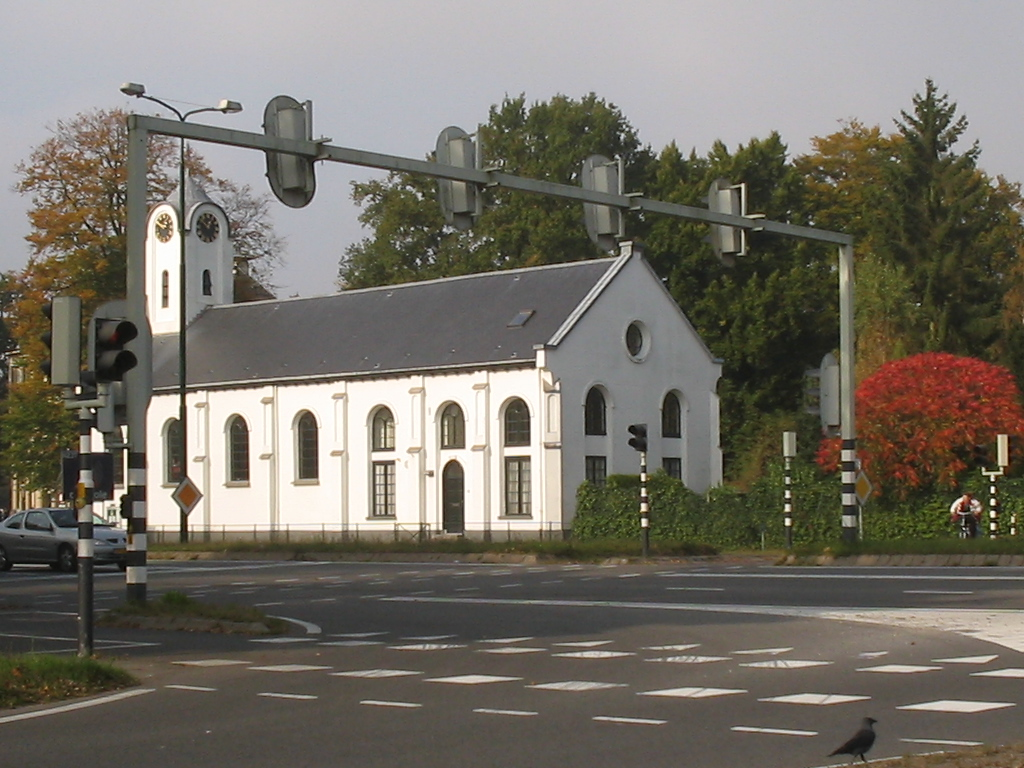
Het Witte Kerkje in Huis ter Heide
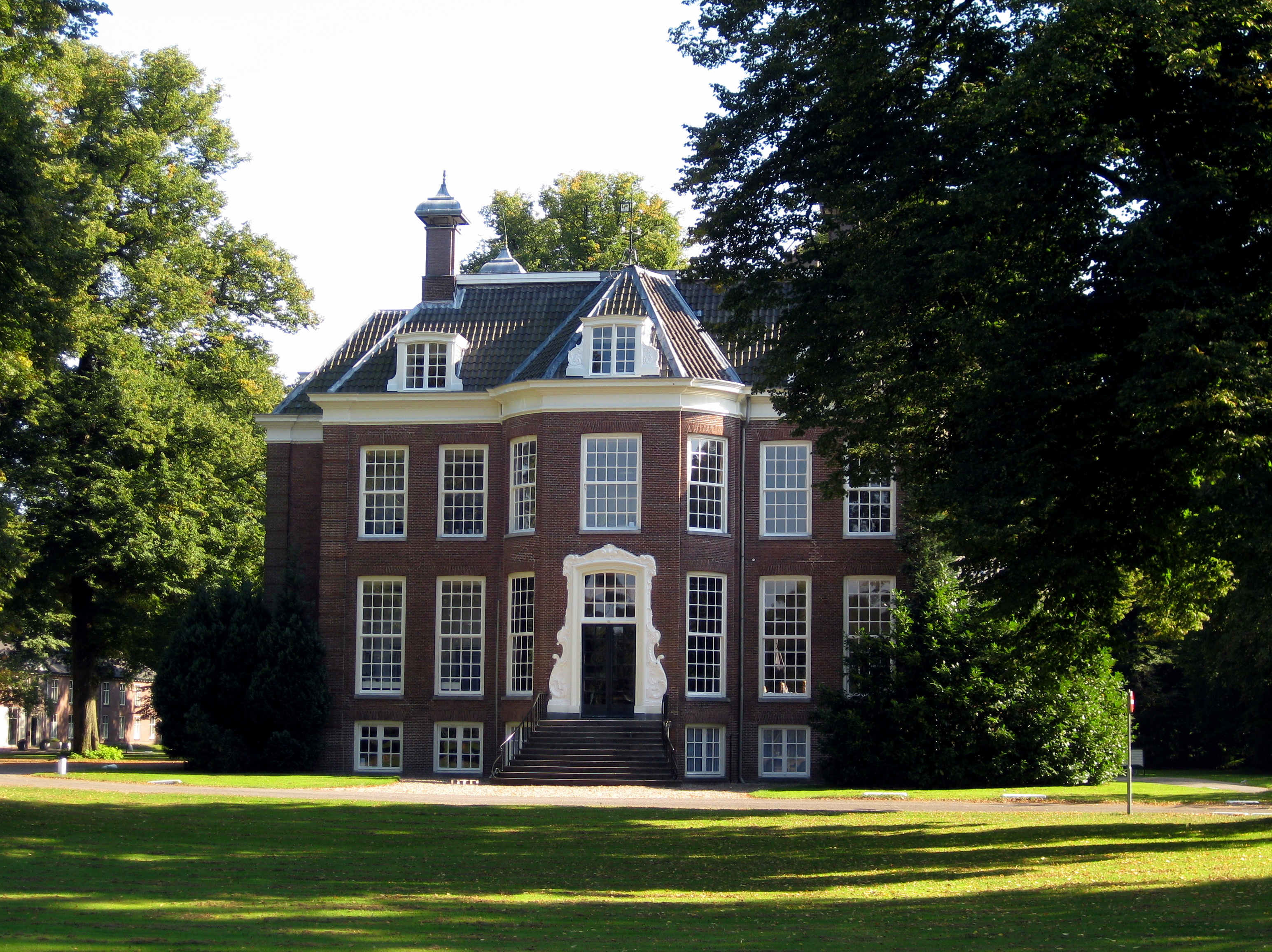
Zandbergen aan de Amersfoortseweg 18 te Huis ter Heide
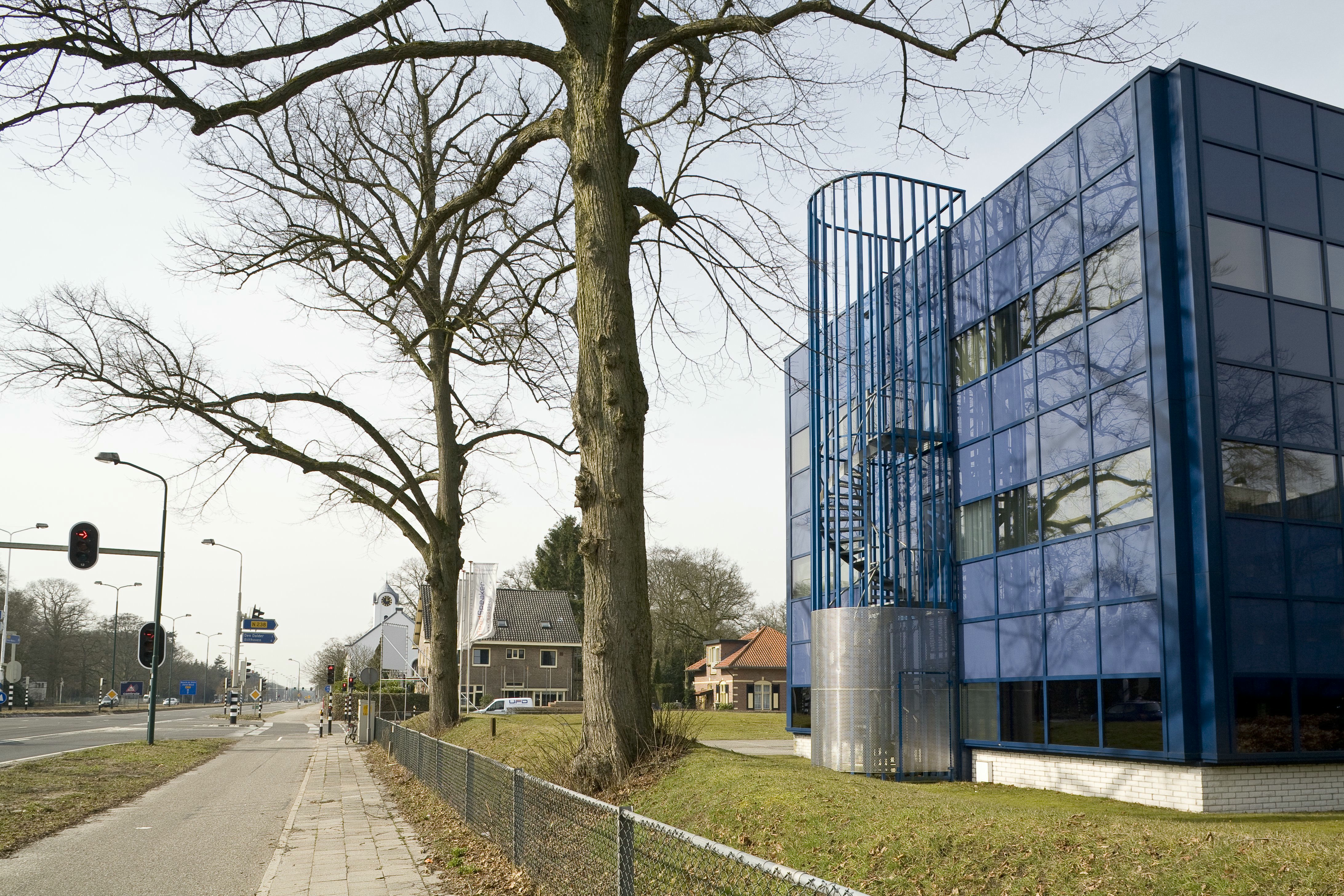
Kantoorgebouw aan de Amersfoortseweg
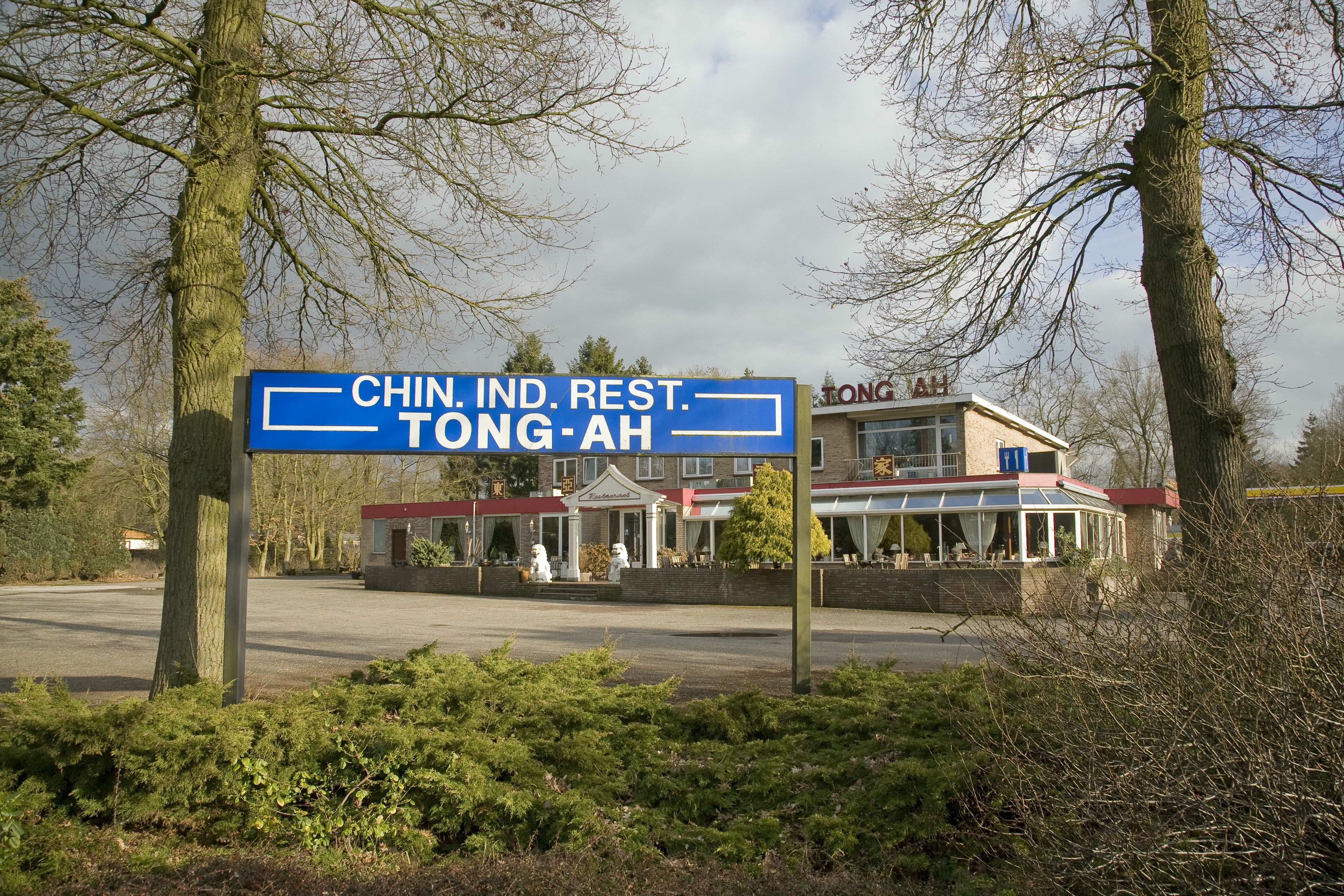
Chinees Indisch restaurant Tong Ah op de hoek met de Panweg
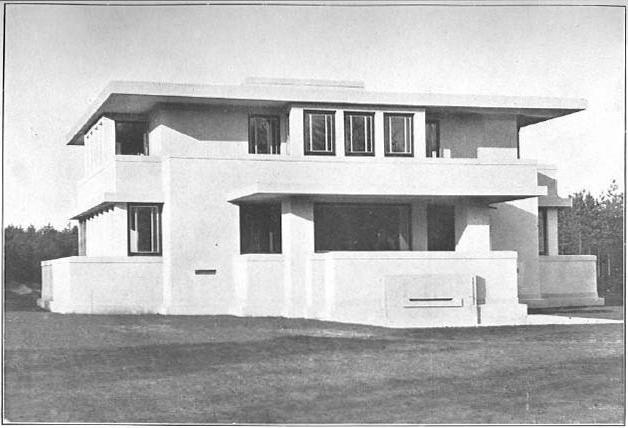
Villa Van 't Hoff aan de Amersfoortseweg 11A
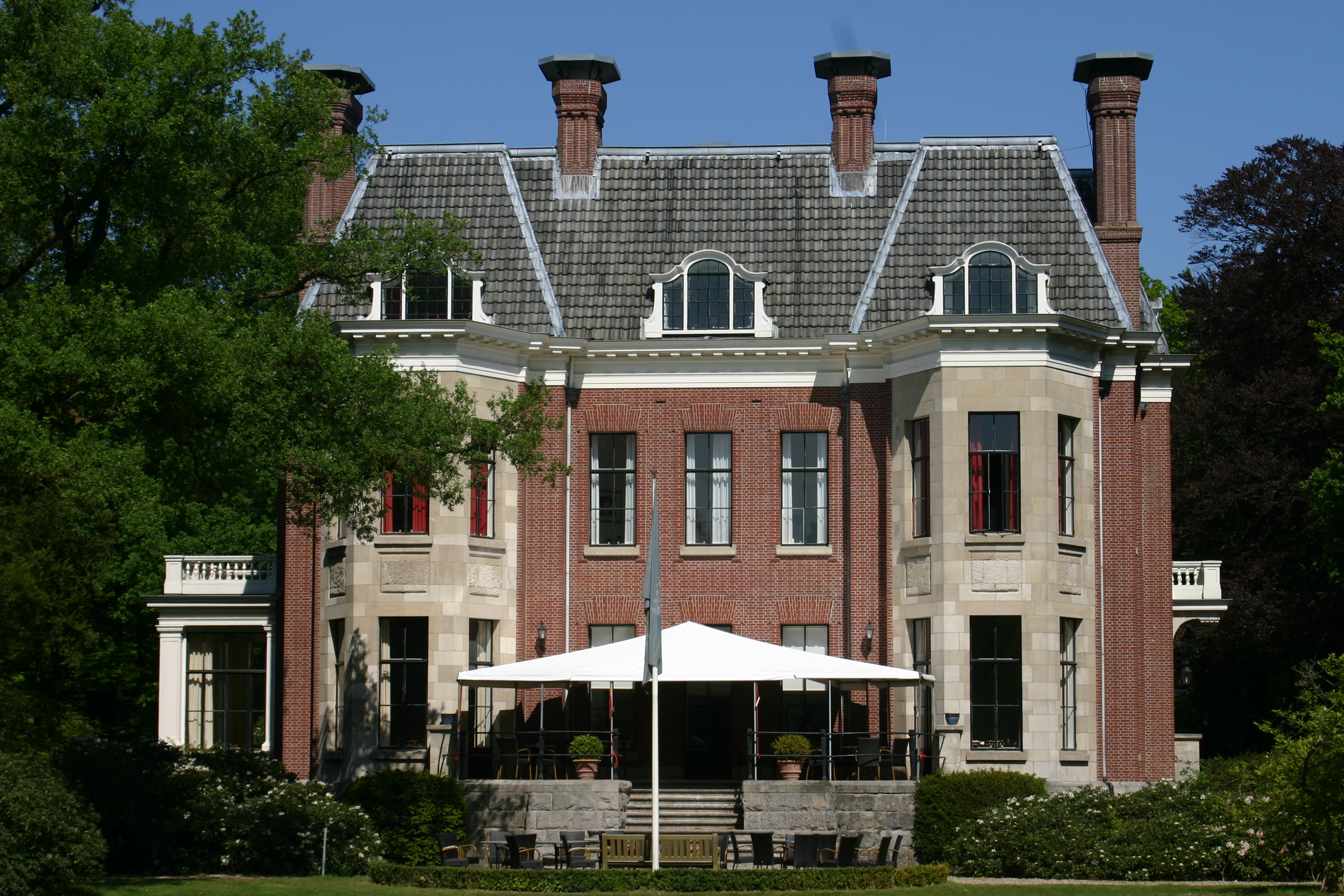
Beukbergen aan de Amersfoortseweg 11A